# Газойль
Газо́йль (от «газ» + англ. oil — «масло»), или га́зовое ма́сло, — продукт переработки нефти, смесь жидких углеводородов, преимущественно с количеством атомов углерода от 10 до 40 (додекана, декана и других), и примесей (главным образом серо-, азот- и кислородсодержащих) с пределами выкипания 200—500 °C и молекулярной массой 50—500 г/моль. Занимает место между керосином и лёгкими маслами (соляровым).

## Получение
Производят дистилляцией нефти или продуктов её переработки (если он не был отделён в процессе перегонки). При прямой перегонке нефти в условиях атмосферного давления получают атмосферный газойль, который наиболее распространён, при давлении 10—15 кПа (0,09—0,15 Атм) — вакуумный газойль.

## Состав
В зависимости от природы нефти углеводородный состав газойля изменяется в широких пределах.
Газойль содержит парафиновые углеводороды (алканы), нафтеновые углеводороды (циклоалканы), остальное — ароматические углеводороды (антрацен, индол, прочие арены) и примеси, содержащие гетероатомы.

## Применение
- Атмосферный газойль (облагороженный) — один из компонентов дизельного топлива (до 15 % в составе ДТ).
- Вакуумный газойль — сырьё для каталитического крекинга и гидрокрекинга.
- Крекинговый газойль — газойль, полученный при гидрокрекинге и каталитическом крекинге вакуумного газойля, а также при термическом крекинге и коксовании нефтяных остатков. Он делится на лёгкий газойль с пределами выкипания 200—360 °C и тяжёлый газойль с пределами выкипания 360—500 °C. Первый после облагораживания (что снижает количество гетероатомных соединений) используется в качестве добавки в дизельное топливо, второй как разжижающий компонент в топочный мазут для отопительных котлов.

## Характеристики топлива
Различают лёгкий газойль и тяжёлый газойль. Лёгкий газойль жидкий, легко текуч, невязкий.  Тяжёлый газойль слабовязкий, в больших пропорциях обладает свойством сгущать смеси.

### Лёгкий газойль
- Температура вспышки: 80 °C.
- Температура застывания: −22—34 °C.

### Тяжёлый газойль
- Температура вспышки: 100—150 °C.
- Температура застывания: −15—22 °C.

Используется в качестве сырья на Московском НПЗ на установке Г-43-107 цеха № 4 каталитического крекинга.